# Apanagyfalu község
Apanagyfalu község (románul: Comuna Nușeni) község Beszterce-Naszód megyében, Romániában. Központja Apanagyfalu, beosztott falvai Almásmálom, Bőd, Fellak, Felsőoroszfalu, Nyírmezőtanya, Vice.

## Népessége
A 2011-es népszámlálás adatai alapján a község népessége 3037 fő volt.